# Pitcairnia filifera
Pitcairnia filifera là một loài thực vật có hoa trong họ Bromeliaceae. Loài này được L.B.Sm. ex H.Luther mô tả khoa học đầu tiên năm 2002.